# Spins and Spells
«Spins and Spells» (с англ. — «Круговращения и заклинания») — пьеса для виолончели соло финского композитора Кайи Саариахо, написанная для Международного конкурса виолончелистов Мстислава Ростроповича 1997 года в качестве произведения, обязательного к исполнению всем участникам.
Состоит из музыкального материала двух видов:
- «Spins»: быстрые, ритмичные, постепенно преображающиеся чередования звуков, которые у автора ассоциировались с вращением волчка (пометки в нотах: agitato, energico). Эти оживлённые эпизоды обильно используют флажолеты и бариолаж.

- «Spells»: медленные, статичные моменты, где внимание композитора сосредоточено на тембровых и гармонических красках (пометки в нотах: lento, espressivo, misterioso). В этих таинственно-медитативных фрагментах несколько раз встречаются двузвучия с трелями; дважды (такты 34—38 и 101—109) из музыкальной ткани выплывает старомодная мелодическая фраза — как напоминание о прошлом виолончельной музыки.

По мере развития Саариахо размывает границы между «круговращениями» и «заклинаниями».
При исполнении пьесы применяется скордатура: 2-я струна виолончели опускается на полтона, 4-я — на тон, вместо стандартной настройки C—G—D—A давая B—G—C♯—A.
Время звучания — около 7 минут.